# José Broissart
José Broissart (Ravenel, 20 febbraio 1947) è un ex calciatore francese.

## Carriera
Formatosi inizialmente nelle giovanili di squadre amatoriali, tra cui quella della sua città natale, Broissart entrò nel vivaio di una squadra professionistica nel 1964, nel RC Paris. Nel 1966 esordì in massima divisione con la maglia del Sedan, che nel frattempo si era fuso con il RC Paris.
Nel 1969, anno del suo esordio in nazionale (in cui collezionerà 10 presenze fino al 1973), Broissart fu ceduto al Saint-Étienne in cui vinse nel suo primo anno con i Verts gli unici due trofei del suo palmarès, una Coppa di Francia e il campionato. Ceduto al Bastia all'inizio della stagione 1973-74, Broissart giocò con il club còrso fino al 1976, anno in cui si trasferì all'Olympique Lione, tra le cui file concluse la carriera nel 1980.
Dopo il suo ritiro Broissart rimase nell'Olympique Lione come responsabile del settore giovanile fino al 2005, quando passò, in seguito a problemi giudiziari con la dirigenza della squadra, al Monaco. Si ritirò definitivamente dal calcio nel 2006.

## Palmarès
- Campionato francese: 1

Saint-Étienne: 1969-1970
- Coppa di Francia: 1

Saint-Étienne: 1969-1970
- Supercoppa francese: 1

Saint-Étienne: 1969